# 成金趣味
成金趣味（なりきんしゅみ）は、人の趣味の形態を表現する言葉。

## 概要
成金、すなわち急に金銭的に裕福になった者が、このことより贅沢に暮らしているような形態のことである。
2014年（平成26年）にマイナビは世の中で成金趣味であると思われている物の調査を行い、この調査結果で最も成金趣味であると思われていた物は動物の剥製であった。続いて金のネックレス、毛皮のコート、高級外国車、ライオンのレリーフが成金趣味であると思われているという結果が出た。
安土桃山時代の豊臣秀吉は、現代のテレビドラマ等のメディアにおいて、成金趣味の人物であるように描かれてきた。その象徴的なものとして大阪城などに設けた組立て式の「黄金の茶室」が有名であるが、これは天皇に茶を提供するために相応な施設として造られたものであり、成金趣味ではないとの指摘がある。
ダンディイズムというのは俗悪な成金趣味に対して、洗練された貴族趣味を表す言葉である。
英語の俗語では、ヒップホップ文化にみられるような都会的な貧困層の派手な生活様式を「ゲットー・ファビュラス」とも表現する。これは1990年代以降の用法であり、1996年の流行語であった。